# Roman Pavljučenko
Roman Anatoljevič Pavljučenko (rusky Роман Анатольевич Павлюченко, * 15. prosinec 1981 Mostovskoj) je ruský profesionální fotbalista, který hrál na pozici útočníka, naposledy za ruský klub FK Znamja Noginsk. Mezi lety 2003 a 2012 odehrál také 51 zápasů v dresu ruské reprezentace, ve kterých vstřelil 21 branek.

## Reprezentační kariéra
V A-týmu Ruska působí od roku 2003. V kvalifikaci na EURO 2012 4. června 2011 vstřelil v základní skupině B hattrick hostující Arménii a zařídil tak výhru svého týmu 3:1. Další gól přidal 11. října 2011 proti Andoře (výhra 6:0) a zaokrouhlil tak své střelecké statistiky v této skupině na 4 góly. Rusko se umístilo s 23 body na konečném prvním místě tabulky a postoupilo na evropský šampionát.

## Úspěchy
- 2003: Ruský fotbalový pohár
- 2006: Ruská Premier Liga, nejlepší střelec (18 branek v 27 zápasech)
- 2007: Ruská Premier Liga, nejlepší střelec (14 branek v 22 zápasech)